# Madhyabindu
Madhyabindu (Nepali मध्यबिन्दु) ist eine Stadt (Munizipalität) im mittleren Terai Nepals im Distrikt Nawalparasi (Berdghat Susta East) in der Provinz Gandaki. 
Madhyabindu liegt am rechten Flussufer des Narayani. Die Fernstraße Mahendra Rajmarg verläuft durch Madhyabindu. Östlich von Madhyabindu liegt Kawasoti.
Die Stadt Madhyabindu entstand im September 2015 durch Zusammenlegung der Village Development Committees (VDCs) Kolhuwa, Narayani und Tamasariya.  Die Stadtverwaltung befindet sich in Tamasariya. Das Stadtgebiet umfasst 69 km².

## Einwohner
Bei der Volkszählung 2011 hatten die VDCs, aus welchen die Stadt Madhyabindu entstand, 28.224 Einwohner.